# Gumtow
Gumtow ist eine Gemeinde im Südosten des Landkreises Prignitz in Brandenburg.

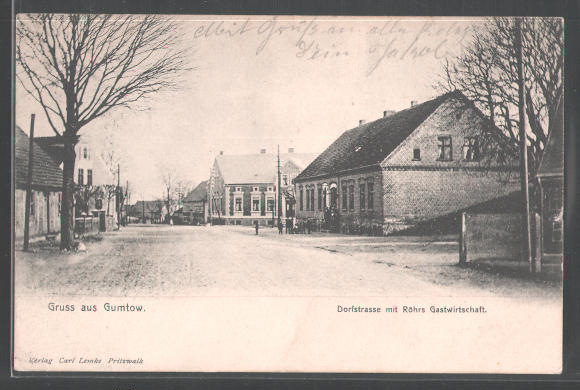
Gumtow, Dorfstraße im Jahr 1906

## Gemeindegliederung
Die Gemeinde Gumtow gliedert sich laut ihrer Hauptsatzung vom 9. März 2009 in folgende 16 Ortsteile:
| - Barenthin - Dannenwalde - Demerthin - Döllen - Görike - Granzow | - Groß Welle - Gumtow - Kolrep - Kunow - Schönebeck - Schönhagen | - Schrepkow - Vehlin - Vehlow - Wutike |

Bewohnte Gemeindeteile:
Bärensprung, Beckenthin, Breitenfeld, Brüsenhagen, Friedheim, Klein Schönhagen, Krams, Neu Schrepkow und Zarenthin
Wohnplätze:
Ausbau, Bahnhof Wutike, Barenthin Abbau, Barenthin Ausbau, Brüsenhagen-Berg, Heinzhof, Kolrep Ausbau, Kreuzkrug, Luisenhof, Minnashöh, Spielhagen, Steinberg, Welle-Kurier und Zarenthin Ausbau

## Geschichte
Das Dorf erschien erstmals in einer Urkunde aus dem Jahr 1275. Darin bestätigen die Markgrafen Johann II. und Otto IV. dem Domkapitel Havelberg, dass deren Vorgänger Johann I und Otto III., das Dorf Gumthowe im Tausch gegen andere Besitzungen überlassen haben. Auf der Gumtower Feldmark legte das Domkapitel daraufhin ein neues slawisches Dorf (novam villam slaviam) an. In dieser Zeit entstand im späten 13. Jahrhundert auch eine Dorfkirche.
1992 wurde das Amt Gumtow gebildet, in dem 16 Gemeinden zu einem Verwaltungsverbund zusammengefasst waren. 2002 schlossen sich die amtsangehörigen Gemeinden zur Gemeinde Gumtow zusammen. Das heutige Gemeindegebiet ist identisch mit dem Amtsgebiet des von 1992 bis 2002 existierenden brandenburgischen Amtes Gumtow.

## Bevölkerungsentwicklung
| Jahr | Einwohner |
| ---- | --------- |
| 1875 | 433       |
| 1890 | 395       |
| 1910 | 386       |
| 1925 | 401       |
| 1933 | 410       |
| 1939 | 401       |

| Jahr | Einwohner |
| ---- | --------- |
| 1946 | 718       |
| 1950 | 685       |
| 1964 | 491       |
| 1971 | 457       |
| 1981 | 350       |
| 1985 | 344       |

| Jahr | Einwohner |
| ---- | --------- |
| 1990 | 0 327     |
| 1995 | 0 327     |
| 2000 | 0 299     |
| 2005 | 3 996     |
| 2010 | 3 668     |
| 2015 | 3 438     |

| Jahr | Einwohner |
| ---- | --------- |
| 2020 | 3 312     |
| 2021 | 3 339     |
| 2022 | 3 298     |
| 2023 | 3 235     |
| 2024 | 3 183     |

Gebietsstand des jeweiligen Jahres, Einwohnerzahl: Stand 31. Dezember (ab 1991), ab 2011 auf Basis des Zensus 2011, ab 2022 auf Basis des Zensus 2022
Die Zunahme der Einwohnerzahl 2005 ist auf den Zusammenschluss mehrerer Gemeinden zur neuen Gemeinde Gumtow im Jahr 2002 zurückzuführen.

## Politik

### Gemeindevertretung
Die Gemeindevertretung von Gumtow besteht aus 16 Gemeindevertretern und dem hauptamtlichen Bürgermeister als stimmberechtigtem Mitglied. Die Kommunalwahl am 9. Juni 2024 führte bei einer Wahlbeteiligung von 73,9 % zu folgendem Ergebnis:
| Partei / Wählergruppe              | Stimmenanteil 2019 | Sitze 2019 |        | Stimmenanteil 2024 | Sitze 2024 |
| ---------------------------------- | ------------------ | ---------- | ------ | ------------------ | ---------- |
| Wirtschaft Gumtow                  | 16,1 %             | 3          | 51,3 % | 9                  |            |
| Starke Dörfer                      | –                  | –          | 15,8 % | 2                  |            |
| Freie Wählergemeinschaft           | –                  | –          | 13,7 % | 2                  |            |
| CDU                                | 21,6 %             | 3          | 06,4 % | 1                  |            |
| SPD                                | –                  | –          | 05,6 % | 1                  |            |
| Einzelbewerberin Kirstin Michalski | –                  | –          | 04,3 % | 1                  |            |
| Die Linke                          | 03,8 %             | 1          | 02,9 % | –                  |            |
| Wählergruppe Bürgernah             | 28,4 %             | 5          | –      | –                  |            |
| Bündnis 90/Die Grünen              | 15,5 %             | 2          | –      | –                  |            |
| Wählergruppe Freie Wirtschaft      | 07,9 %             | 1          | –      | –                  |            |
| Einzelbewerber Peter Boas          | 03,3 %             | 1          | –      | –                  |            |
| Einzelbewerber Henry Schulz        | 03,3 %             | –          | –      | –                  |            |
| Insgesamt                          | 100 %              | 16         | 100 %  | 16                 |            |

### Bürgermeister
- 1998–2003: Alfred Leisner[11]
- 2003–2024: Stefan Freimark (SPD)[12]
- seit 2024: Oliver Nitschke (Einzelbewerber)

Stefen Freimark war bis 2003 Amtsdirektor des Amtes Gumtow und wurde durch die Gemeindevertretung in ihrer Sitzung am 14. April 2003 für die restliche Dauer seiner damaligen Amtszeit als Bürgermeister der Gemeinde Gumtow gewählt. Er wurde in der Bürgermeisterwahl am 29. Mai 2016 mit 50,7 % der gültigen Stimmen wiedergewählt. Bei der Bürgermeisterwahl am 9. Juni 2024 trat er nicht mehr an.
Oliver Nitschke wurde am 9. Juni 2024 mit 53,6 % der gültigen Stimmen zu seinem Nachfolger gewählt. Seine Amtszeit beträgt acht Jahre.

## Sehenswürdigkeiten und Kultur

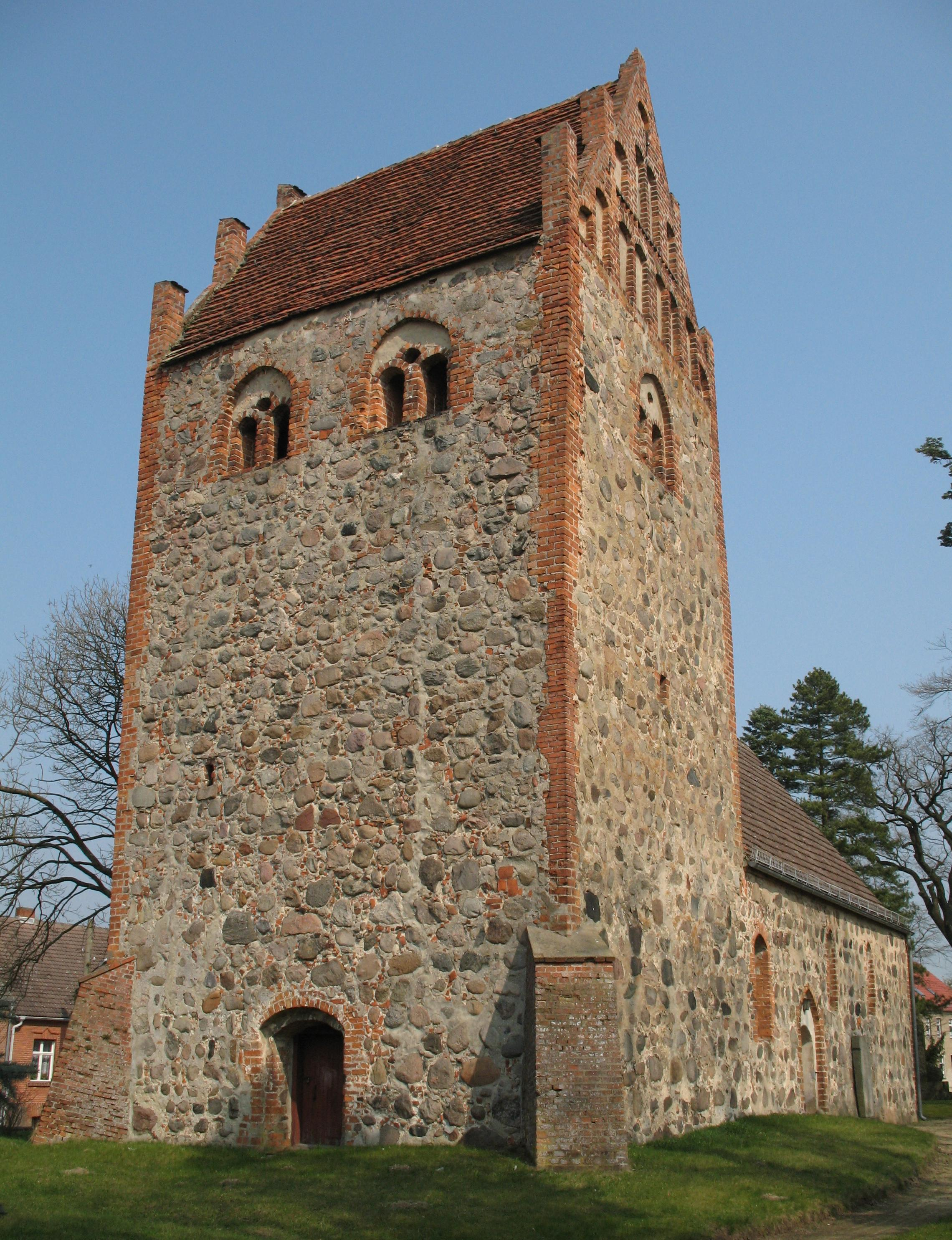
Dorfkirche Vehlow

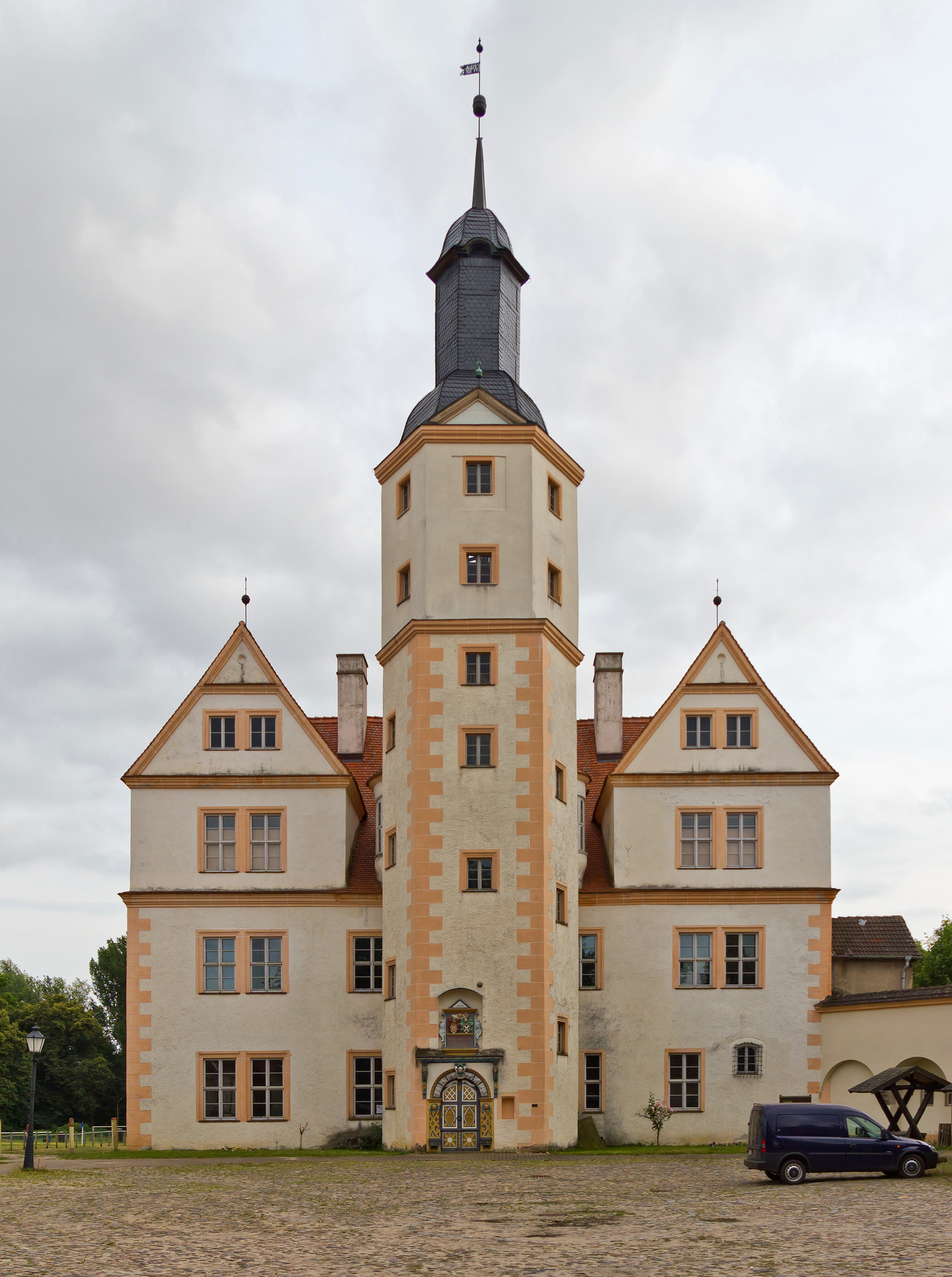
Schloss Demerthin

In der Liste der Baudenkmale in Gumtow stehen die in der Denkmalliste des Landes Brandenburg eingetragenen Baudenkmale.

### Bauwerke und Museen
- Dorfkirche Breitenfeld, Fachwerkkirche aus dem Jahr 1684. Im Innenraum steht unter anderem ein barocker Kanzelaltar mit seitlichen Schnitzwangen.
- Dorfkirche Gumtow, Saalkirche aus Feldstein aus der zweiten Hälfte des 13. Jahrhunderts, die im 15. Jahrhundert erneuert wurde. Im Innenraum steht unter anderem ein Altarretabel von 1624.
- Dorfkirche Vehlow, Feldsteinkirche aus dem 15. Jahrhundert
- Renaissanceschloss Demerthin mit Museum

### Naturdenkmale
- Blutstein von Wutike

- Großes Luch, ausgedehnte Niederung südwestlich von Dannenwalde

### Geschichtsdenkmale
- Zwei Ehrengräber für jugoslawische Kriegsgefangene auf dem Friedhof des Ortsteils Vehlow, die 1942 und 1944 ums Leben kamen

### Veranstaltungen
Im Ortsteil Krams steht eine Sommergartenscheune. Der Sender Freies Berlin übertrug dortige Konzerte. So spielte am 14. Juni 1998 Gerhard Gundermann hier sein letztes Konzert, eine Woche bevor er verstarb.

## Wirtschaft und Infrastruktur

### Kleeblatt-Verbund
Die Stadt Kyritz, das Amt Neustadt (Dosse), die Gemeinde Wusterhausen/Dosse und die Gemeinde Gumtow haben sich in einem Kooperationsvertrag zum Kleeblatt-Verbund zusammengeschlossen.

### Verkehr
Gumtow liegt an der Bundesstraße 5 zwischen Perleberg und Kyritz sowie an der Bundesstraße 103 zwischen Pritzwalk und Kyritz. Die Landesstraße L 143 verbindet den Ortsteil Gumtow mit den Ortsteilen Schönhagen und Vehlin.
Der Haltepunkt Wutike im gleichnamigen Ortsteil an der Bahnstrecke Neustadt–Meyenburg wird täglich zweimal je Richtung von der Regionalbahnlinie RB 73 der Hanseatischen Eisenbahn (HANS) zwischen Pritzwalk und Neustadt (Dosse) bedient.
Im Aufbau ist im Projekt HUB 53/12° ein Logistikzentrum für den Eisenbahngüterverkehr als kommunale Initiative der Städte Güstrow, Pritzwalk und Neuruppin sowie des Kleeblatt-Verbunds mit Gumtow, Kyritz, Neustadt (Dosse) und Wusterhausen/Dosse.
Die Bahnstrecke Kyritz–Perleberg mit dem Bahnhof Gumtow und den Haltepunkten Demerthin, Bärensprung (Prign) und Dannenwalde (Kr Kyritz) wurde 1969 stillgelegt, ebenso wie die Strecke Kyritz–Breddin mit den Haltepunkten Barenthin Abbau und Barenthin. Bereits 1967 war der Betrieb auf der Strecke Lindenberg (Prign)–Glöwen mit den Haltepunkten Krams, Kunow Nord, Kunow Süd und Schrepkow eingestellt worden.

### Bildung
- Grundschule Demerthin

## Persönlichkeiten

### Söhne und Töchter der Gemeinde
- Fritz Koch (1845–nach 1893), Gutsbesitzer, Mitglied des Deutschen Reichstags.

### Mit Gumtow verbundene Persönlichkeiten
- Joachim von Oppen (1879–1948), Rittergutsbesitzer in Dannenwalde
- Otto Haendler (1890–1981), Pfarrer in Gumtow
- Ralf Reinhardt (* 1976), Kommunalpolitiker (SPD), lebt in Gumtow